# ASUS ZenWatch
L'ASUS ZenWatch è uno smartwatch basato su Android Wear annunciato il 3 settembre 2014 a IFA e immesso sul mercato da ASUS il 9 novembre 2014. Utilizza Android Wear, una versione modificata di Android progettato specificamente per smartwatch e altri indossabili. È compatibile con tutti gli smartphone con sistema operativo Android 4.3 o superiore che supporta Bluetooth Low Energy.

## Hardware
Il ZenWatch ha una certificazione IP55 per la resistenza all'acqua ed ha un cinturino in fibbia sostituibile dall'utente. L'orologio ha un tasto (a livello della cassa) sul lato destro e possiede uno schermo "always-on".

## Software
Il sistema operativo di ZenWatch è Android Wear, che dispone di un sistema di notifica basato sulla tecnologia Google Now che consente di ricevere i comandi vocali da parte dell'utente.

## Critiche
The Verge ha elogiato il design, il display luminoso e il comfort al polso, ma ha criticato il contapassi impreciso, la breve durata della batteria e l'interfaccia di Android Wear che ha ancora bisogno di lavoro.